# Guepiniopsis
Guepiniopsis is een geslacht van schimmels  in de familie Dacrymycetaceae.

## Soorten
Volgens Index Fungorum bestaat het geslacht uit de volgende tien soorten (peildatum maart 2023):
| Soortnaam                   | Auteur(s)              | Publicatiejaar |
| --------------------------- | ---------------------- | -------------- |
| Guepiniopsis alpina         | (Tracy & Earle) Brasf. | 1938           |
| Guepiniopsis buccina        | (Pers.) L.L. Kenn.     | 1959           |
| Guepiniopsis estonica       | (Raitv.) M. Dueñas     | 2005           |
| Guepiniopsis fulva          | Deliv.                 | 2012           |
| Guepiniopsis novoguineensis | Kobayasi               | 1973           |
| Guepiniopsis oresbia        | Rangkuti & Rifai       | 1975           |
| Guepiniopsis ovispora       | B. Liu & L. Fan        | 1990           |
| Guepiniopsis pengiana       | B. Liu & L. Fan        | 1988           |
| Guepiniopsis suecica        | (McNabb) Jülich        | 1982           |
| Guepiniopsis torta          | Pat.                   | 1883           |